# 美作加茂站
美作加茂站（日语：／ Mimasaka-Kamo eki */?）是位於岡山縣津山市加茂町桑原178號，西日本旅客鐵道（JR西日本）的因美線車站。
部分來自津山方向的列車於此站折返。曾經為急行「砂丘」停車站。

## 歷史
- 1928年（昭和3年）3月15日 - 因美南線此站至津山站之間開通，此站啟用。
  - 當時車站地址是岡山縣苫田郡東加茂村（日语：東加茂村）桑原。
- 1931年（昭和6年）9月12日 - 因美南線美作河井站至此站之間開通。
- 1932年（昭和7年）7月1日 - 因美南線成為因美線一部分，此站成為因美線車站。
- 1942年（昭和17年）5月27日 - 隨著加茂町（日语：加茂町 (岡山県)）（第二次）成立，車站地址變為岡山縣苫田郡加茂町桑原。
- 1954年（昭和29年）4月1日 - 隨著加茂町（第三次）成立，車站地址變為岡山縣苫田郡加茂町桑原。
- 1987年（昭和62年）4月1日 - 伴隨國鐵分割民營化，車站由西日本旅客鐵道（JR西日本）營運。
- 2000年（平成12年）4月1日 - 津山鐵道部美作加茂分室廢止。此站成為無人車站（簡易委託）。在當日前的3月11日起把營業時間縮短。
- 2003年（平成15年）6月 - 現時的木造車站大樓落成。
- 2005年（平成17年）2月28日 - 加茂町編入至津山市，車站地址變為岡山縣津山市加茂町桑原。

## 車站構造
車站是一座地面車站，設有2面2線的相對式月台，可進行列車交會。在因美線所有車站中，除了分支點東津山站外，此站是唯一設有列車交會的岡山縣車站。車站大樓在2003年6月重建。車站大樓位於津山方向月台側，兩月台之間設有站內平交道連接。行走於津山站至此站之間的區間列車均在智頭方向月台折返。
此站是由津山站管理的簡易委託車站。櫃臺在每日早上和黃昏營業。此站設有POS終端發售車票。廁所（濕廁）位於車站大樓內。曾經於閘內和閃外均設有旱廁，隨著車站大樓重建而撤走。

### 月台
| 月台 | 路線   | 上下行 | 方向           | 備註                       |
| ---- | ------ | ------ | -------------- | -------------------------- |
| 1    | 因美線 | 下行   | 津山方向       | 折返列車使用2號月台        |
| 2    | 因美線 | 上行   | 智頭、鳥取方向 | 在智頭轉乘列車前往鳥取方向 |

## 使用狀況
以下為近年1日平均乘車人次列表：
| 乘車人次變化 | 乘車人次變化    |
| 年度         | 1日平均乘車人次 |
| ------------ | --------------- |
| 1999         | 215             |
| 2000         | 195             |
| 2001         | 172             |
| 2002         | 165             |
| 2003         | 149             |
| 2004         | 141             |
| 2005         | 131             |
| 2006         | 120             |
| 2007         | 122             |
| 2008         | 109             |
| 2009         | 93              |
| 2010         | 98              |
| 2011         | 93              |
| 2012         | 98              |
| 2013         | 90              |
| 2014         | 81              |
| 2015         | 72              |
| 2016         | 75              |
| 2017         | 71              |
| 2018         | 64              |

## 車站周邊
- 岡山縣道·鳥取縣道6號津山智頭八東線（日语：岡山県道・鳥取県道6号津山智頭八東線）
- 津山市立加茂中學
- 加茂郵局
- 中國銀行加茂分店
- 津山市加茂分所（舊・加茂町（日语：加茂町 (岡山県)）公所）
- 津山市加茂町圖書館
- 加茂溫泉

## 相鄰車站
西日本旅客鐵道（JR西日本）
 因美線
■快速
那岐－美作加茂－（上行加停高野）－東津山
■普通
知和－美作加茂－三浦

## 注腳
1. ↑  .   [2019-03-05]. （原始内容存档于2020-11-23） （日语）.
2. ↑  岡山縣統計年報

## 外部連結
- 美作加茂｜車站資訊：JR出門網 - 西日本旅客鐵道（日語）